# فيلي فون كانيل
فيلي فون كانيل (30 أكتوبر 1909 – 28 أبريل 1991) لاعب كرة قدم سويسري راحل كان يجيد اللعب في خط الهجوم.
لعب طوال مسيرته الرياضية في أندية بيل بين (1929-1939) سيرفيت (1939-1941).
مثل منتخب سويسرا في 19 مباراة مسجلا 3 أهداف (1930-1934). شارك مع منتخب سويسرا في بطولة كأس العالم 1934 في إيطاليا حيث خرج من الدور الربع النهائي.

## وصلات خارجية
- فيلي فون كانيل على موقع قاعدة بيانات كرة القدم.إي يو (الإنجليزية)
- فيلي فون كانيل على موقع ناشيونال فوتبول تيمز (الإنجليزية)
- فيلي فون كانيل على موقع Soccerway.com (الإنجليزية)
- فيلي فون كانيل على موقع عالم كرة القدم.نت (الإنجليزية)

- هذا سيرة ذاتية